# Gerardo Márquez
Gerardo Alfredo Márquez (25 de septiembre de 1960) es un militar y político venezolano. Habiendo participado en el intento de golpe de Estado de febrero de 1992 en Venezuela, Márquez se ha desempeñado como diputado y como gobernador del estado Trujillo por el Partido Socialista Unido de Venezuela (PSUV).

## Carrera
Gerardo alcanzó el rango de mayor en las Fuerzas Armadas de Venezuela y comandó Base Aérea de La Carlota durante el interno de golpe de Estado en Venezuela de 1992.
De acuerdo con el Instituto Venezolano de los Seguros Sociales, Márquez trabajó para la Lotería del Zulia hasta enero de 2014. Según el Registro Nacional de Contratistas (RNC), también ha sido presidente de la empresa La verna gourmet C.A con el 75% de las acciones, la cual prestó servicios a la alcaldía de Valera, y vicepresidente de la compañía Inversora Márquez y Pérez C.A con el 50% de las acciones, la cual sólo prestó servicios a las empresas de telecomunicaciones CANTV y a Movilnet. De igual forma, ha sido director  de Glovia C.A y dueño del 20% de las acciones, una contratista de obras civiles y de arquitectura.
En las elecciones parlamentarias de 2015 fue electo como diputado suplente del estado Trujillo, por el Partido Socialista Unido de Venezuela (PSUV), al quedar en segundo lugar de la lista. En las elecciones parlamentarias de 2020 fue declarado electo como diputado del estado por el PSUV, y en las elecciones regionales de 2021 fue declarado electo como gobernador de Trujillo con el 41.59 % de los votos por el mismo partido.Durante la campaña de las elecciones presidenciales de 2024, Gerardo llamó a «sacar a coñazos» a la candidata opositora María Corina Machado si visitaba el estado.